# 赵克正
赵克正（1940年12月—），男，汉族，福建厦门人，中华人民共和国医生、政治人物，天津市第一中心医院原副院长、主任医师、教授，天津市政协副主席，中国农工民主党中央委员会常务委员，第八、九、十届全国人大代表。